# Luca Plogmann
Luca Plogmann (Bréma, 2000. március 10. –) német labdarúgó, a Werder Bremen játékosa.

## Pályafutása
Plogmann 18 évesen lett először behívva a Werder Bremen felnőtt csapatába. A Wormatia Worms elleni Német kupa mérkőzésen, mivel a csapat mindhárom kapusa Sztéfanosz Kapíno, Michael Zetterer és Jaroslav Drobný is sérültek voltak. A Bundesligaban az Eintracht Frankfurt csapata ellen mutatkozott be a felnőttek között. 2020 augusztusában kölcsönbe került az SV Meppen csapatához.